# Fetu River Convention
Die Fetu River Convention war ein militärisches Zweckbündnis zwischen Holländern und Engländern zu Beginn des zweiten Dezenniums des 18. Jahrhunderts auf der westlichen Goldküste, dem westlichen Küstenbereich des heutigen Ghana. Der Name rührt von der englischen Bezeichnung für den Benya-Fluss her, der in Elmina direkt vor dem Fort São Jorge da Mina ins Meer mündet und früher die Grenze zwischen den Königreichen Fetu und Eguafo (Kommendah) bildete.

## Vorgeschichte
Die Holländer berichten im Februar 1705 darüber, dass die Fantis mit Unterstützung der Engländer in Cabes Terra Fetu, Sabou und Commany eingefallen seien, deren Armeen besiegt, das Land ruiniert und fast alle Angehörigen von deren zuvoriger Führerschaft niedergemetzelt hätten. Im Zuge dessen war z. B. der König von Sabou von den Fantis enthauptet worden. Ahenuo Pampa, der König von Fetu, war anschließend als Gefangener fortgeführt worden. Allerdings seien die Fantis in Sabou nach der Tötung des Königs jedoch sehr intensiv bemüht gewesen, einen neuen König zu installieren. Die Engländer, so die holländischen Berichte, seien vor allem 1706 in täglicher Erwartung des Ausbruches des Krieges zwischen „Arcania“ und „Cabes Terra“ gewesen und sie würden dabei innig auf einen Sieg der Fanti-Gegner hoffen, da diese zugesagt hätten, im Anschluss ihres Sieges die von ihnen gemachten Kriegsgefangenen an die Engländer als Sklaven zu verkaufen. Zu einem solchen Krieg ist es jedoch nicht gekommen.
Anfang 1708 erscheint daraufhin eine Gesandtschaft des Königs von Asante bei den Holländern in Elmina, um sich darüber zu beschweren, dass der einstige Generaldirektor J. van Sevenhuijsen (amtierte bis 1703) achtzig Stück Elfenbein, welche der König zu ihm gesandt habe, nur ungenügend bezahlt hätte. Die daraufhin angestrengte Untersuchung des Falles ergab jedoch, dass das Elfenbein seinerzeit in voller Höhe bezahlt worden war. Allerdings entdeckte man in den Akten auch, dass es zur Amtszeit des Generaldirektors Sevenhuijsen schon einmal einen ähnlichen Vorwurf aus der gleichen Richtung gegeben hatte, um auf diese Weise betrügerisch Geld zu erpressen. Die Holländer hielten es jedoch für klüger, nicht die Missgunst des Aschanti-Herrschers ihnen gegenüber zu provozieren, und bezahlten die geforderte Summe. Parallel dazu hatte der Asantehene dem englischen Gouverneur auf Cape Coast Castle ausrichten lassen, dass er sich entschlossen habe, die Handelsrouten zwischen Asante und der Küste gewaltsam von allen Barrieren zu säubern, die den Weg an die Küste behinderten, wenn der Gouverneur dies nicht bewerkstelligen könne.
Im Dezember 1709 erwähnen die englischen Berichte, dass die Fantis als Wegelagerer besonders in „Cuifferoe, Abranboe and Fetu“ die Handelsrouten unsicher machen würden und insbesondere Ashanti-Händler überfallen und ausgeplündert hätten, welche in Richtung Küste unterwegs gewesen waren. Der englische Gouverneur, Sir Thomas Dalby, vertrat gegenüber seinen Vorgesetzten die Ansicht, dass eine Militärabteilung nötig sei, um die Schwarzen im Stadium der Unterwerfung zu halten und dass 1.000 Neger effektiv benötigt würden, um die Handelswege dauerhaft sichern könnten. Gleichzeitig versuchten die Fantis aber auch Märkte im Landesinnern zu schaffen, auf welchen man in der Rolle als Zwischenhändler mit aschantischen Händlern Handel treiben wolle, mit dem Hinweis, dass ihnen dadurch den Weg an die Küste erspart bliebe.
Ebenfalls im Jahre 1709 verbündete sich Tekki Addico (Tagee), der König von Eguafo (Groß-Commany, Kommendah) mit den Holländern zu einem anti-englischen Bündnis. Grund hierfür seien jedoch Schulden gewesen, die der König noch bei den Engländern hatte und er nicht gewillt (oder nicht in der Lage) sei, diese zu begleichen, da die Engländer die Fantis beim Einfall unterstützt hätten.
Zwischen August und Oktober 1710 fallen die Fantis erneut in das Land der Etsi (Cabes Terra) ein und besiegen diese ein weiteres Mal. Ob die Aschanti ihre Drohung von 1708 wahrgemacht haben und die Handelsrouten tatsächlich mit einem Feldzug gewaltsam geöffnet haben oder ob es in dieser Hinsicht eine friedliche Einigung mit den Fantis gegeben hat, liegt im Dunkeln, da es für diese Jahre eine Lücke in den Aufzeichnungen der Briten gibt. Jedenfalls waren die Routen Ende 1710 wieder offen, als eine Gruppe von etwa 300 Aschanti-Händler zuerst in Kommendah erschien und dann in Cape Coast, um hier bei den Engländern Waffen und Munition zu kaufen. Gouverneur Dalby hatte jedoch genau in diesem Moment nicht eine einzige Unze Schießpulver vorrätig, die er den Aschanti hätte verkaufen können, so dass er sich genötigt sah, sie an die holländische Konkurrenz nach Elmina zu verweisen.

## Die Fetu River Convention
Angesichts der Lage kamen die obersten Vertreter der an sich als Konkurrenten bitter verfeindeten Niederländisch-Westindischen Compagnie (W.I.C.) und der englischen Royal African Company (R.A.C.) zusammen und vereinbarten am 4. April 1709 eine gemeinsame Übereinkunft, sich gegenseitig zu helfen, um in erster Linie die das Küstenhinterland blockierenden Fantis zu entmachten. Sie ist als Fetu River Convention in die Annalen der Geschichte eingegangen.
Am 20. September 1710 ist die Fetu River Convention noch einmal erneuert worden. Man stellte sogar eine gemeinsame holländisch-englische Militärstreitmacht zusammen. Deren Ziel bestand jedoch nicht, wie es zunächst scheinen mag, in der Bekämpfung der Fantis, sondern ihr erstes Ziel bestand 1711 in der Bekämpfung von Jan Conny in Poquesoë, der zwar unter preußischer Flagge stand, aber als Verbündeter der Fantis galt. Vorrangig wollte man natürlich unter Rechtfertigung der Bekämpfung eines Fanti-Verbündeten der preußischen Konkurrenz am Kap der drei Spitzen soviel Schaden wie möglich zufügen.
Misstrauen und Argwohn waren jedoch sowohl auf englischer als auch auf holländischer Seite viel zu tief verwurzelt und dauerten auch weiterhin an, als dass größere gemeinsame Operationen möglich gewesen wären. Beide Seiten unterstützten auch weiterhin rivalisierende Staaten in zeitlicher Verlängerung des Kommendah-Krieges von 1694 bis 1700, womit die Fetu River Convention bereits kurze Zeit nach ihrem Entstehen wieder ihren Sinn verloren hatte.